# Cyclobutaan
Cyclobutaan is een alicyclisch koolwaterstof met als brutoformule C4H8. De koolstofatomen van de molecule vormen een ring van vier atomen. De stof komt bij kamertemperatuur voor als een kleurloos gas met kenmerkende zoete geur.

## Structuur en eigenschappen
Door de geringe grootte, bestaat er grote spanning in de ring. Cyclobutaan is dan ook onstabiel bij hogere temperaturen: het ontleedt tot etheen. Cyclobutaan is als gevolg van de ringspanning geen vlakke molecule: een van de koolstofatomen ligt ongeveer 25° boven het vlak waarin de overige 3 atomen liggen. Deze conformatie wordt ook wel aangeduid als vlinder-conformatie. Op deze manier worden geëclipseerde interacties tussen de waterstofatomen op naburige koolstofatomen voor een stuk vermeden. Er bestaat een evenwicht tussen twee vlinder-conformaties (in cyclobutaan zijn deze in wezen gelijk, maar bij gesubstitueerde derivaten niet):

## Voorkomen in de natuur
Ondanks het onstabiel karakter van cyclobutaan wordt het toch in de natuur teruggevonden. Het ladderaan pentacycloanammoxzuur wordt teruggevonden bij bacteriën waarin het anammoxproces plaatsvindt. De anammoxosomen, de organellen waar dit proces plaatsgrijpt, zijn omgeven zijn door een membraan van ladderanen. Deze ladderanen beschermen de bacterie tegen het toxische hydrazine, afkomstig van de productie van stikstofgas en water uit nitrieten en ammoniak.
Daarnaast zijn ook cyclobutaanderivaten van pyrimidines (onder andere het dimeer van thymine) bekend. Zij ontstaan onder invloed van UV-licht.